# Prismaria alba
Prismaria alba är en svampart som beskrevs av Preuss 1851. Prismaria alba ingår i släktet Prismaria, divisionen sporsäcksvampar och riket svampar.   Inga underarter finns listade i Catalogue of Life.